# Какимжанов, Зейнулла Халидоллович
Зейнулла Халидоллович Какимжанов (15 августа 1959; Чарск, Семипалатинская область, Казахская ССР, СССР) — экономист, финансист, банкир
, государственный и политический деятель Республики Казахстан. кандидат экономических наук (1990).

## Биография
Зейнулла Халидоллович Какимжанов родился 15 августа 1959 года в городе Шар Семипалатинской области.
В 1985 году окончил экономический факультет Московский государственный университет им. М. В. Ломоносова по специальности Экономист-кибернетик.
В 1991 году окончил аспирантуру Института экономики и прогнозирования Академии Наук СССР (г. Москва).
Кандидат экономических наук, тема диссертации: «Обоснование структурной инвестиционной политики в условиях перехода на новые методы хозяйствования (на основе межотраслевого баланса Казахской ССР)» (1990, Институт Экономики и Прогнозирования Научно-Технического Прогресса АН СССР, ныне Институт народнохозяйственного прогнозирования РАН).

## Трудовая деятельность
Трудовую деятельность начал в 1976 году мастером-станочником на Семипалатинской дистанции гражданских сооружений.
С 1985 по 1987 годы — Экономист, младший научный сотрудник Научно-исследовательского института экономики, планирования и нормативов при Госплане Казахской ССР.
С февраль 1991 по апрель 1991 годы — Исполняющий обязанности старшего научного сотрудника НИЭИ при Госплане Казахской ССР.
С апрель 1991 по 1992 годы — Научный консультант Научно-консультационного центра Фонда культурного, социального и научно-технического развития Казахской ССР.
С 1992 по 1993 годы — Вице-президент АО "Республиканская строительная биржа «Казахстан», Генеральный директор компании «КИНКО».
С 1993 по 1994 годы — Генеральный директор Казахстанской Межбанковской Валютной Биржи, управляющий ИПФ «Новое поколение».
С ноябрь 1994 по 19 марта 1997 годы — Исполняющий обязанности председателя, Председатель правления АОЗТ «Акционерный народный сберегательный банк Казахстана», Президент государственного банка «Объединенный банк Казахстана».
С март 1997 по ноябрь 1997 годы — Помощник Президента Республики Казахстан — заместитель Председателя Высшего экономического совета при Президенте Республики Казахстан.
С ноябрь 1997 по июль 1998 годы — Помощник Президента Республики Казахстан, заместитель председателя Национального Совета по устойчивому развитию.
С июль 1998 по январь 1999 годы — Председатель Национальной инвестиционной финансовой акционерной компании «НСБК-групп».
С 22 января 1999 по 28 августа 2002 годы — Министр государственных доходов Республики Казахстан.
С 28 августа 2002 по июнь 2003 годы — Министр финансов Республики Казахстан.
С 17 июня 2003 по 15 января 2008 годы — Председатель правления Акционерного общества «Инвестиционный фонд Казахстана».
С 2008 года — Руководитель компании «Altay Asset Management».

## Семья
- Женат. Жена — Кундаулетова Меиркуль Орынбасаровна (1971 г.р)
- Дети: дочь — Марьям (2004 г.р.), сыновья — Ильхалид (1992 г.р.), Ильдос (1993 г.р.), Елнур (1998 г.р.).

## Награды
- Медаль «10 лет независимости Республики Казахстан» (2001)
- Медали РК.
- Серебряный призёр чемпионата СССР по каратэ.
- Почетный президент Федерации лыжного спорта РК.